# Paolo Ciofi
Paolo Emilio Ciofi degli Atti (Roma, 18 novembre 1935 – Roma, 2 aprile 2023) è stato un politico, economista e saggista italiano.
Membro del PCI fino al suo scioglimento, è stato poi presidente e infine presidente onorario di Futura Umanità (Associazione per la storia e la memoria del PCI).
Fu deputato alla Camera della Repubblica Italiana (IX legislatura, dal 1983 al 1987).

## Biografia
Trascorre la giovinezza e compie gli studi liceali a Roma, dove dà vita all'Associazione nazionale studenti medi insieme ad altri giovani di sinistra. Più volte fermato per manifestazioni antifasciste e contro il Patto atlantico, si iscrive alla Federazione Giovanile Comunista Italiana nel 1950 e al PCI nel 1952.
Dopo aver compiuto gli studi di economia all'Università Lomonosov di Mosca, sceglie l'impegno politico a tempo pieno, associandolo a un costante lavoro pubblicistico e di ricerca. La sua attività si svolge prevalentemente a Roma e nel Lazio, ed è legata strettamente alla politica e alla figura di Enrico Berlinguer.
Segretario delle Federazione del PCI di Latina tra il 1966 e il 1969, è tra i promotori delle lotte operaie contro le “gabbie salariali” nelle fabbriche di nuova industrializzazione in agro pontino.
Membro del Comitato centrale del PCI dal 1969 al 1986, è segretario regionale del Lazio dal 1970 e successivamente della Federazione di Roma fino al 1979.
In questi anni si dedica soprattutto al rafforzamento del PCI, che raggiunge il massimo storico nella capitale dello Stato e nella sua regione: i comunisti, svolgendo i temi della strategia berlingueriana, conquistano prima la Regione Lazio (1975) e poi il Campidoglio (1976, giunte Argan, Petroselli, Vetere) relegando la DC all'opposizione. Inizia una fase cruciale della vita politica italiana segnata dalla violenza e dal terrorismo, che a Roma ha uno dei suoi epicentri, a partire dall'aggressione di Luciano Lama all'Università fino al rapimento e all'uccisione di Aldo Moro.
Consigliere regionale dal 1970, e poi deputato della IX Legislatura, in qualità di capogruppo e di vicepresidente della Regione Lazio, Paolo Ciofi partecipa alla costruzione dell'istituto regionale e all'attività di governo delle giunte di sinistra, che si caratterizzano soprattutto per l'impianto della sanità pubblica a Roma e nel Lazio, nonché di un sistema di trasporti pubblici e di un piano di sviluppo economico-sociale.
Componente della Commissione Finanze e Tesoro della Camera e dell'Antimafia, l'impegno di Ciofi in Parlamento è rivolto in particolare ai problemi e alle funzioni di Roma capitale, con la presentazione di una mozione a firma Enrico Berlinguer e della prima proposta di legge del Parlamento italiano in materia. Negli anni Ottanta Ciofi è anche coordinatore del Dipartimento economico della Direzione del PCI, e compie diverse missioni all'estero.
Nel 1989 si oppone allo scioglimento del PCI annunciato da Achille Occhetto e si schiera con la “Mozione due” di Aldo Tortorella, Alessandro Natta e Pietro Ingrao. Rimane nel Pds, aderendo alla componente dei “comunisti democratici”, ma ne esce alla vigilia del II congresso, ritenendo che il partito sia stato sradicato dalla sua base operaia e popolare, e si sia spostato su posizioni neoliberiste vicine alle rivendicazioni della Confindustria.
Da questo momento è impegnato nella ricerca dei fondamenti teorici e sociali di una “nuova sinistra, autonoma e unitaria”, cui dedica numerosi scritti. Nel 2004 esce Il lavoro senza rappresentanza, la privatizzazione della politica, per il manifestolibri, un saggio in cui sono condensate le ricerche di questo periodo. Nel 2006 è tra i relatori del convegno di Orvieto sul tema “Sinistra nuova, nuovo socialismo”. Nella nuova edizione del 2010 de Il lavoro senza rappresentanza vengono affrontati gli sviluppi e le conseguenze della privatizzazione della politica, del vuoto legislativo a sostegno del lavoro e dello sviluppo, oltre agli effetti delle leggi ad personam.
Nel gennaio 2012 per gli Editori Riuniti university press esce La bancarotta del capitale e la nuova società. “Se la crisi finanziaria è la manifestazione drammatica della crisi di una intera civiltà” - sostiene l'A. - “la Costituzione italiana, che fonda sul lavoro l'uguaglianza e la libertà, apre le porte a una società di tipo nuovo cui anche i movimenti per i beni comuni alludono”.
Paolo Ciofi è vice presidente dell'Associazione per il rinnovamento della sinistra (Ars) e presidente di Futura Umanità, Associazione per la Storia e la Memoria del PCI.
Ha scritto su il manifesto, Liberazione, Aprile, Critica marxista, Quale Stato, aideM, il menabò di Etica ed Economia e su diversi siti. Ha collaborato con l'Unità e il Paese Sera, Rinascita, Avvenimenti, Politica ed Economia, la Rivista di Sicurezza Sociale. Ha fondato e diretto i periodici Lazio 70 e Impresa e Sviluppo.

## Principali pubblicazioni
- 1962, I monopoli italiani negli anni cinquanta, Editori Riuniti, Roma
- 1963, Il finanziamento della sicurezza sociale, Rivista italiana di sicurezza sociale n. 3, Cappelli, Bologna
- 1963, Indagine su alcune società italiane negli anni 1950-1960 in Atti del convegno sulle “Tendenze del capitalismo italiano”, Editori Riuniti, Roma
- 1966, Classe operaia e sicurezza sociale (con G. Berlinguer), Critica Marxista n. 2, Roma
- 1966, Teoria e pianificazione nell’Urss, Critica Marxista n. 3, Roma
- 1969, Relazione all'assemblea degli eletti del PCI del Lazio, Tipografia Dacar, Roma
- 1973, Analisi di un'esperienza regionale: il Lazio, Critica Marxista n.2
- 1974, Quale ruolo per Roma? Tavola rotonda, Unione degli industriali, Roma
- 1975, Le Regioni, leva fondamentale per la riforma dello Stato, Politica ed Economia, n. 3, Roma
- 1977, Il nostro socialismo (AA. VV.), Napoleone, Roma
- 1979, Dossier Regione Lazio, Sispr editrice, Roma
- 1981, Sulla programmazione (AA.VV), De Donato, Bari
- 1984, Roma e il suo hinterland (AA. VV). A cura dell’Istituto per la programmazione regionale, Franco Angeli, Milano
- 1985, Una nuova frontiera per lo sviluppo. Il PCI e l'imprenditoria diffusa (AA.VV), Franco Angeli, Milano
- 1985, Cambiamo la città (AA, VV) Atti della 2ª conferenza nazionale del PCI sulla casa e il territorio, Roma
- 1985, Da Roma a Roma (AA.VV: a cura del Cripes), Alfamedia, Roma
- 1985, Roma capitale in Parlamento, a cura dei parlamentari comunisti del Lazio, Roma
- 1986, Una strategia per Roma capitale (AA.VV), Cripes, Roma
- 1987, Riforma delle Regioni e sviluppo della democrazia. Il caso Lazio (AA.VV), Gruppo consiliare del PCI, Roma
- 1988, Sezze pensa al 2000, Convegno, Il comune oggi, Sezze
- 1988, Chi comanda a Roma, Dossier sui nuovi poteri, Federazione romana del PCI
- 1988, Roma come risorsa da valorizzare in Roma da slegare, convegno del PCI, Edizioni Point, Roma
- 1988, Conferenza di programma dei comunisti del Lazio (AA.VV.), Comitato regionale del PCI, Roma
- 1988, Il PSI di Craxi (con F. Ottaviano), Rinascita, Roma
- 1990, Un partito per il leader. Il PSI di Craxi dal Midas agli anni 90 (con F. Ottaviano), Rubbettino, Soveria Mannelli
- 1992, Il fattore Craxi (con Franco Ottaviano), Datanews, Roma
- 1995, Passaggio a sinistra. Il Pds da Occhetto a D'Alema, Rubbettino, Soveria Mannelli
- 1996-97, La città sospesa. I.Trasformazioni e problemi di Roma dagli anni 80 a oggi. II.Elementi per una nuova qualità della metropoli (AA.VV). Associazione italiana casa, Roma
- 2001, Rappresentare il lavoro (con Heinz Bierbaum), Quale Stato n.2-3, Roma
- 2001, Luigi Petroselli, ricordo nel volume di Angela Giovagnoli, Democratici di sinistra, Viterbo
- 2002, Crisi della sinistra e rappresentanza del lavoro. Sulle ragioni della vittoria del Cavaliere. Quale Stato, n. 2, Roma
- 2002, Una società per tutte le età, relazione al convegno promosso dall’Associazione degli ex parlamentari, Edup, Roma
- 2003, La guerra nell’era della globalizzazione, Quale Stato n. 1, Roma
- 2004, Il lavoro senza rappresentanza. La privatizzazione della politica, manifestolibri, Roma
- 2005, Costituzione e programmazione, relazione al convegno nazionale dell’Associazione degli ex parlamentari, Camera dei deputati, Roma
- 2007, Il PCI nella provincia di Latina 1921-1956, prefazione al volume di Dario Petti, D’Arco Edizioni, Formia
- 2007, Sinistra nuova. Nuovo socialismo (AA.VV), Dedalo, Bari
- 2007, L’operaio e il brigatista, aideM, n.2
- 2007, Progetto Argo, “Morti bianche” nel Lazio, Provincia di Roma
- 2008, Viaggio nell'Italia del lavoro, Calice, Potenza
- 2008, Nord Operaio. Lavoratori, sindacato, politica tra globalizzazione e territorialità (AA. VV.), manifestolibri, Roma
- 2010, Il lavoro senza rappresentanza. Nuova edizione, manifestolibri, Roma
- 2012, La bancarotta del capitale e la nuova società. Nel laboratorio di Marx per uscire dalla crisi. Editori Riuniti university press. Roma
- 2013, Riunificare il lavoro è possibile oggi? (AA. VV.), Ediesse, Roma
- 2014, Enrico Berlinguer. Un'altra idea del mondo. Antologia 1099-1984 con Guido Liguori. Editori Riuniti university press. Roma
- 2014, Togliatti il rivoluzionario costituente (con Gianni Ferrara e Gianpasquale Santomassimo), Editori Riuniti, Roma
- 2016, Berlinguer e l’Europa. I fondamenti di un nuovo socialismo (con Gennaro Lopez), Editori Riuniti, Roma
- 2017, Costituzione e rivoluzione, Editori Riuniti, Roma
- 2018, La rivoluzione del nostro tempo. Manifesto per un nuovo socialismo, Editori Riuniti, Roma
- 2019, 1º maggio a sinistra del fiume. Storie del corteo di Isola del Liri (AA. VV), Arti grafiche Pasquarelli, Isola del Liri